# Mau Mau (gruppo musicale)
I Mau Mau sono un gruppo musicale folk rock italiano formatosi a Torino nel 1990. Il nome deriva dal movimento di liberazione del Kenya dalla colonizzazione britannica attivo durante gli anni '50; nella lingua piemontese questo termine è anche utilizzato per indicare i forestieri che giungono da lontano.

## Storia del gruppo

### Gli inizi e i primi lavori ai Real World Studios
Esordiscono dal vivo nel febbraio del 1991 dalle ceneri dei Loschi Dezi, gruppo cult del circuito underground torinese; nel primo album di questo gruppo, intitolato Càbala, erano già presenti alcune caratteristiche successivamente sviluppate nei Mau Mau (nel coro di un brano compare anche una giovanissima e allora sconosciuta Luciana Littizzetto).
L'iniziativa è nata da Luca Morino, Fabio Barovero e dal camerunese Tatè Nsongan. L'originalità della loro musica si può godere pienamente nelle esibizioni dal vivo, che sono state numerosissime in Italia e in Europa: hanno suonato in importanti e prestigiosi festival così come negli angoli più remoti e improbabili, sempre con la stessa voglia di portare per il mondo la propria musica assolutamente originale.
Nel 1992 i Mau Mau pubblicano per la Vox Pop - Just for Fun il loro primo lavoro discografico intitolato Soma la macia ("Siamo la macchia"), un EP interamente in lingua piemontese. Nel novembre dello stesso anno pubblicano il primo album Sauta rabel, inciso per la Vox Pop, prodotto da Carlo U. Rossi e distribuito dalla Emi, con missaggi realizzati ai Real World Studios di Peter Gabriel a Bath.
Mentre compongono la colonna sonora per il film Nero di Giancarlo Soldi, il loro primo album varca i confini nazionali ed è pubblicato in Svizzera e nei Paesi Bassi. Nell'estate parte un tour che tocca i principali festival, fra cui il "Palestine International Dance & Music Festival" e il "Festival Internazionale di Babilonia", in Iraq. Quindi partecipano al Club Tenco dove Sauta Rabel è premiato come migliore opera prima.
Nell'aprile del 1994 esce il secondo album Bàss paradis, ancora una volta prodotto da Carlo U. Rossi, mixato ai Real World di Peter Gabriel e pubblicato e distribuito in molti paesi Europei e in Giappone. Ne segue un tour che tocca più di cento città in Italia e in Europa. Nello stesso anno registrano con gli Africa Unite la canzone Ritmo Politico inserita nella musicassetta Forza Italia distribuita con la rivista Cuore.

### I viaggi e i tour internazionali
Nell'estate del 1995 i Mau Mau aprono, davanti a settantamila persone, il concerto di Paolo Conte al Paleo Festival di Nyon.
Nell'aprile del 1996 esce Viva Mamanera, registrato da Carlo U. Rossi a Torino, Parigi e a Los Angeles con la collaborazione di Eric Sarafin, già ingegnere del suono nei dischi di Ben Harper e Spearhead. È un album di svolta per la presenza dirompente della chitarra elettrica in molti brani. Ed è anche un'opera di sperimentazione che contiene un divertente pezzo di pochi secondi registrato nella stazione Abbesses della metropolitana di Parigi con Luca Morino che, munito di megafono, chiede un bacio in cambio di una suonata di violino a opera di Davide Rossi. L'album ha un discreto successo anche oltre i confini nazionali e specialmente in Francia.
La crescita musicale della band continua con l'approfondimento della conoscenza della cultura musicale araba. In seguito a un lungo viaggio in Marocco, i Mau Mau realizzano eventi con artisti di differenti culture per promuovere l'integrazione e lo scambio.
Nel marzo del 1997 nasce il progetto parallelo della "Banda Maulera": un ensemble allargato con fiatisti e percussionisti. Nel marzo del 1998 esce con successo il quarto album Eldorado, che vede la partecipazione, fra gli altri, della banda dei "Meninos do Pelo" (i ragazzi di strada di Salvador de Bahia). Il successivo tour tocca le più importanti piazze italiane ed europee e comprende anche la partecipazione alla Feira das Mentiras, grande happening organizzato da Manu Chao a Santiago di Compostela in Galizia. Terminato il tour, organizzano un piccolo festival di musica e cultura africana, il PiemontAfrique Festival (con un importante incontro sull'economia di sfruttamento del Terzo Mondo stretto dalla morsa del debito internazionale).
Nel 2000 esce per Mescal il quinto album Safari Beach che registra la collaborazione di Sergent Garcia nella canzone Due Cuori. Nel 2001 i Mau Mau festeggiano dieci anni di attività con un album doppio, Marasma General, dove si mescolano brani dal vivo, radio shows, registrazioni di strada, rumoraglia, due brani inediti e nuovi (Conga Milonga e Il mondo dall'alto) e una versione in studio di Eldorado con lo storico gruppo cileno degli Inti-Illimani. Il 10 giugno dello stesso anno la band apre il Tora! Tora! Day a Rimini.

### La separazione e il ritorno
Dal 2002 Barovero e Morino iniziano a seguire strade differenti. Barovero scrive le colonne sonore per i film Dopo mezzanotte (assieme ai Banda Ionica, 2003) e Se devo essere sincera (2004) di Davide Ferrario, La febbre (2004) di Alessandro D'Alatri, Provincia meccanica (2005) di Stefano Mordini. Morino pubblica nel 2004 per Mondadori il libro Mistic Turistic, cibo viaggi e miraggi e per la Mescal l'album Mistic Turistic/Moleskine Ballads. Tatè Nsongan in questo periodo suona con un altro gruppo torinese: Gatto Ciliegia contro il Grande Freddo.
Dopo queste esperienze soliste il gruppo si riunisce nel 2004 per partecipare al Traffic Festival di Torino, l'occasione per iniziare a pensare a un nuovo lavoro insieme. Iniziano così due anni di attività tra Brasile, Torino e Salento, che portano alla colonna sonora del film Sotto il sole nero di Enrico Verra e, soprattutto, a Dea pubblicato da Mescal nel 2006. L'album ripropone il caratteristico mix di ritmi brasiliani conditi alla piemontese, con una svolta più elettronica rispetto ai precedenti. Il brano La casa brucia vede la partecipazione dei Sud Sound System. Il 23 aprile dello stesso anno suonano davanti alle undicimila persone dello spettacolo Volumi all'idrogeno, prodotto dai Subsonica con la Fondazione per il Libro, la Musica e la Cultura della città di Torino; i Mau Mau aprono la loro parte di serata con una speciale versione del Campeador de Vigna, nel cui testo si intrecciano pagine dal Don Chisciotte della Mancia di Miguel Cervantes. Ne è seguito un tour estivo in Italia. Su incarico di Slow Food, nelle edizioni del 2006 e del 2008 del Salone internazionale del gusto - Terra Madre si occupano della direzione artistica degli eventi musicali legati alla manifestazione, coinvolgendo bande e musicisti provenienti da tutto il mondo.
Nel 2008 compongono Brillo di più, inno ufficiale dell'iniziativa "M'illumino di meno" della trasmissione radiofonica Caterpillar, quindi collaborano con Teresa De Sio nella canzone Lasciatemi in pace (inclusa nell'album Riddim a Sud).
Nel 2011 festeggiano i 20 anni di attività col brano Mare Nostrum e un tour che sconfina anche all'estero. Da allora Luca e Fabio hanno continuato a lavorare sia in autonomia che con la band dal vivo.
Nel 2015 rientrano in studio per registrare un nuovo lavoro discografico. Il 6 maggio 2016 è uscito per Godzillamarket/Universal il nuovo album in studio dal titolo 8000 Km, prodotto da Fabio Barovero, Luca Morino e Josh Sanfelici. 8000 km è all'incirca la lunghezza del perimetro dell'Italia; il titolo è un chiaro riferimento al Belpaese, alla sua bellezza e ai problemi che deve affrontare. 8000 km è anche il titolo del brano da cui prende nome l'album e con cui, nel mese di ottobre, i Mau Mau hanno partecipato al Premio Andrea Parodi 2016 aggiudicandosi il premio della critica e quello per il miglior testo, nonché la menzione per la miglior interpretazione di un brano di Andrea Parodi.

## Formazione
- Luca Morino - voce, chitarra
- Fabio Barovero - fisarmonica, tastiere
- Bienvenu Tatè Nsongan - percussioni, voce

### Principali musicisti di supporto
- Mattia Barbieri - batteria
- Federico Marchesano - basso
- Valerio Corzani - basso
- Gabriele Blandini - tromba
- Davide Rossi - violino
- Simone Rossetti Bazzaro - violino
- Tata Reis - percussioni
- Esmeralda Sciascia - voce
- Massimo Marcer - tromba
- Roy Paci - tromba
- Josh Sanfelici - chitarra elettrica
- Carlo Bellotti - batteria
- Luca Romeo - basso
- Andrea Ceccon - voce

## Discografia
Album in studio
- 1992 - Sauta rabel
- 1994 - Bàss paradis
- 1996 - Viva Mamanera
- 1998 - Eldorado
- 2000 - Safari Beach
- 2006 - Dea
- 2016 - 8000 Km

EP
- 1992 - Soma la macia

Raccolte
- 1993 - Tuira
- 1997 - Carnevalera
- 2004 - Made in Italy

Live
- 2001 - Marasma General

Apparizioni su compilation
- 1990 - Chico Mendez
- 1992 - Sotterranei Italiani
- 1992 - Italian Posse
- 1993 - Italian Posse II
- 1993 - Arezzo Wave 92
- 1993 - Vox Pop 93
- 1994 - Forza Italia
- 1994 - 1994 le scoperte di Arezzo Wave
- 1994 - I disertori
- 1994 - Omaggio
- 1995 - Materiale resistente
- 1995 - fRoots #4
- 1995 - L'Italia del rock, vol. 11
- 1995 - Vox Pop 1995
- 1995 - Smemobanda
- 1996 - Etno punk
- 1996 - Le voci del Padrone
- 1996 - Territorio Match Music
- 1997 - Ivan Della Mea - Ho male all'orologio
- 1998 - Mescalaction vol. 2
- 1998 - Naja
- 1998 - Mediterraneo
- 2000 - Patchanka viva
- 2006 - Circo Inferno Cabaret
- 2008 - Riddim' a sud

Singoli
- 1992 - Paseo Colon
- 1992 - Sauta Rabel
- 1994 - Makè Manà
- 1996 - La Ola
- 2001 - Il mondo dall'alto
- 2011 - Mare nostrum
- 2016 - Con chi fugge
- 2016 - Miramare
- 2017 - Mais

## Premi
- 1993 - Targa Tenco per la "Miglior Opera Prima" con Sauta rabel
- 1995 - "Revelacion Internacional" al BAM Festival di Barcellona
- 2016 - "Premio della critica" e "per il miglior testo" (entrambi ex aequo) al Premio Andrea Parodi di Cagliari